# Isola Glasgal
L'isola Glasgal (in inglese Glasgal Island) è una piccola isola antartica facente parte dell'arcipelago Windmill.
Localizzata ad una latitudine di 66° 11' sud e ad una longitudine di 110°22' est, l'isola è la più meridionale delle Donovan e si trova al largo della costa Budd. La zona è stata mappata per la prima volta mediante ricognizione aerea durante l'operazione Highjump e l'operazione Windmill, negli anni 1947-1948. È stata intitolata dalla US-ACAN R. Glascal, studioso delle aurore polari che ha fatto parte del team della stazione Wilkes nell'anno 1957.